# Blepharis cuanzensis
Blepharis cuanzensis är en akantusväxtart som beskrevs av Friedrich Welwitsch och Spencer Le Marchant Moore. Blepharis cuanzensis ingår i släktet Blepharis och familjen akantusväxter. Utöver nominatformen finns också underarten B. c. parvispina.